# Domingo Arenas (Puebla)
Domingo Arenas es la principal localidad y cabecera  del municipio poblano de Domingo Arenas.

## Toponimia
El nombre de la localidad hace referencia al prócer de la revolución mexicana, Domingo Arenas.

## Demografía
| Gráfica de evolución demográfica |
|                                  |

| Censo | Población |
| ----- | --------- |
| 1900  | 700       |
| 1910  | 787       |
| 1921  | 806       |
| 1930  | 918       |
| 1940  | 1 032     |
| 1950  | 1 939     |
| 1960  | 2 431     |
| 1970  | 2 750     |
| 1980  | 3 849     |
| 1990  | 4 438     |
| 1995  | 4 841     |
| 2000  | 5 342     |
| 2005  | 5 400     |
| 2010  | 5 864     |
| 2020  | 6 552     |